# Zentraler Koordinierungsstab Flüchtlinge
Der Zentrale Koordinierungsstab Flüchtlinge (ZKF) der Freien und Hansestadt Hamburg wurde im Oktober 2015 eingerichtet, um ausgewählte Durchführungsaufgaben im Bereich der Flüchtlingsunterbringung zu bündeln sowie übergreifende Aufgaben abzustimmen, zu steuern und darüber zu berichten. Seit Ende 2018 ist der Koordinierungsbedarf kontinuierlich rückläufig, weil sich die Zugangszahlen über einen längeren Zeitraum auf einem deutlich niedrigeren Niveau stabilisiert haben. Der ZKF wurde vor diesem Hintergrund im November 2019 in eine verkleinerte Stabsstelle Flüchtlinge und übergreifende Aufgaben (SFA) überführt.

## Aufgaben
Der Koordinierungsstab nahm bis Mitte 2019 insbesondere folgende Aufgaben wahr:
- Beschaffung von Flächen und Objekten für Erstaufnahme- und Folgeeinrichtungen,
- Erweiterung und Ausbau von Erst- und Folgeeinrichtungen,
- Schaffung von Notunterkünften zur kurzfristigen Abwendung von Obdachlosigkeit,
- operative Koordinierung der ehrenamtlichen Aktivitäten, die im Zusammenhang mit dem Betrieb von Erst- und Folgeeinrichtungen stehen.

Weitere Aufgabe des Koordinierungsstabes waren es, alle Aufgaben von Behörden, Ämtern und nicht-staatlichen Akteuren, die Teil der Flüchtlingshilfe sind, übergreifend zu koordinieren. Originäre Zuständigkeiten bleiben unberührt.
In der verkleinerten Organisationseinheit SFA verbleiben Aufgaben der Reserve- und Krisenpräventionsplanung sowie koordinierende Funktionen.

## Organisation
Leiter des ZKF war von 2015 bis 2019 Anselm Sprandel. Ab März 2019 wurde diese Aufgabe von den bisherigen Stabsbereichsleitungen Jana Hoppe und Holger Poser übernommen. Ihnen standen drei Abteilungen (ZKF 1: Zentrale Dienste und Koordinierung; ZKF 2: Kapazitätsaufbau Folgeeinrichtungen, übergreifende Aufgaben; ZKF 3: Einrichtungen der Zentralen Erstaufnahme, übergreifende Aufgaben, Betrieb, Notfallmanagement) sowie die Abteilung Kommunikation und Beteiligung bei der Erledigung ihrer Aufgaben zur Seite. Seit der Überführung in die Stabsstelle Flüchtlinge und übergreifende Aufgaben (SFA) stehen Jana Hoppe und Holger Poser vier Abteilungen zur Verfügung: SFA 1: Grundsatz, Kommunikation und Beteiligung; SFA 2: Querschnittsthemen, Monitoring soziale Infrastruktur; SFA 3: Lage, Notfallplanung Casemanagement, SFA 4: Reservestandort- und Reserveflächenplanung.